# BuyTigers.com
BuyTigers.com era un sitio web satírico que afirmaba vender tigres en línea y enviarlos a todo el mundo. Después de las quejas de Personas por el Trato Ético de los Animales (PETA), su autor, Aldo Tripiciano, reveló que el sitio era un engaño.

## Historia
BuyTigers.com fue diseñado por Aldo Tripiciano, un webmaster italiano y profesional de optimización de motores de búsqueda (SEO). El 5 de marzo de 2006, Tripiciano publicó la primera versión del sitio BuyTigers.com en un servidor web privado. Promovido por Tripiciano, el sitio creció en popularidad y atrajo la controversia de activistas preocupados por los derechos de los animales. En septiembre de 2008, PETA presentó una petición al gobierno indio y a la Guardia di Finanza italiana. Tras la investigación, Tripiciano publicó un descargo de responsabilidad público que reveló que el sitio era un engaño. Después del lanzamiento de animales exóticos de Ohio en 2011, el sitio recibió más atención de los medios. Hoy el sitio web dirige a una página en blanco.

## Sitio
BuyTigers.com consistía en un sitio web de una sola página con imágenes de tigres jóvenes, presentados como ejemplos reales de animales puestos a la venta. El sitio afirmaba que los tigres, a pesar de ser depredadores fuertes y peligrosos, están entrenados para ser mascotas cariñosas, leales y "totalmente inofensivas". El sitio web también afirma haber estado enviando tigres a todo el mundo desde 1984. Un "paquete de tigre", que se ofrecía por 13 400 dólares, incluía una tigre hembra de cinco meses, un collar de marfil, juguetes de tigre y una guía de entrenamiento.
El sitio fue seleccionado por la cadena de radio Heart como uno de los mejores engaños de Internet de todos los tiempos.